# 大学共同利用机关法人
大学共同利用机关法人（日语：／*/?）是根据日本《国立大学法人法》的规定，旨在设立由各大学共同利用的机构。

## 概述
大学共同利用机关是根据国家政策设立的研究机构，通过建设高价值且大学单独难以购买的大型仪器、高速计算机等研究设施，或者收集保存珍贵文献和资料，促进学术研究的发展和振兴。
从昭和48年《国立学校设置法》改正法案到平成元年同法改正之前被称为"国立大学共同利用机关"。自平成元年起更名为"大学共同利用机关"，直到平成16年实施《国立大学法人法》之前其一直是文部科学省的附属机构。

## 大学共同利用机关

### 大学共同利用机关法人人类文化研究机构
- 国立历史民俗博物馆（千叶县佐仓市）
- 国文学研究资料馆（日语：国文学研究資料館）（东京都立川市）
- 国立国语研究所（东京都立川市）※平成21年，从文化厅管辖的独立行政法人转入大学共同利用机构法人人类文化研究机构。
- 国际日本文化研究中心（京都府京都市西京区）
- 综合地球环境学研究所（日语：総合地球環境学研究所）（京都府京都市北区）
- 国立民族学博物馆（大阪府吹田市）

### 大学共同利用机关法人自然科学研究机构
- 国立天文台（东京都三鹰市）

- 核融合科学研究所（日语：核融合科学研究所）（岐阜县土岐市）
- 基础生物学研究所（日语：基礎生物学研究所）（爱知县冈崎市）
- 生理学研究所（日语：生理学研究所）（爱知县冈崎市）
- 分子科学研究所（日语：分子科学研究所）（爱知县冈崎市）

### 大学共同利用机关法人高能加速器研究机构
- 素粒子原子核研究所（日语：素粒子原子核研究所）（茨城县筑波市）
- 物质构造科学研究所（日语：物質構造科学研究所）（茨城县筑波市）
- 加速器研究设施（日语：加速器研究施設）（茨城县筑波市）
- 共通基础研究设施（日语：高エネルギー加速器研究機構）（茨城县筑波市）

### 大学共同利用机关法人信息系统研究机构
- 国立极地研究所（日语：国立極地研究所）（东京都立川市）
- 国立情报学研究所（东京都千代田区一桥）
- 统计数理研究所（日语：統計数理研究所）（东京都立川市）
- 国立遗传学研究所（静冈县三岛市）[1]

## 已转移的大学共同利用机关法人
- 国立研究开发法人 宇宙航空研究开发机构（JAXA） 宇宙科学研究所
- 独立行政法人 媒体教育开发中心（平成21年废止，其业务移交放送大学学园）[4]